# Unikales Morphem
Ein unikales Morphem ist ein Bestandteil eines komplexen Wortes (ein Morphem), der (in der heutigen Sprache) nur in einer einzigen Verbindung mit einem anderen Wortbestandteil vorkommt und bei der Zerlegung (Segmentierung) des entsprechenden Wortes als „Rest“ übrig bleibt. Da ein unikales Morphem nur in der Verbindung vorkommt, handelt es sich immer um ein gebundenes Morphem. 

## Beispiele
Bekannte Kandidaten für unikale Morpheme im Deutschen sind:
- -letz- in ver-letz-[en],
- -lier- in ver-lier-[en],
- Schorn- in Schornstein,
- Him- in Himbeere oder
- Brom- in Brombeere.

Man zerlegt ein Wort wie Brombeere, weil es offenbar das Element -beere enthält, das mit derselben Bedeutung auch als das Simplex Beere sowie in den eindeutig zerlegbaren Wörtern Erdbeere, Stachelbeere, Johannisbeere usw. vorkommt. Brom- muss dann ein Morphem sein, das die Bedeutung von Beere zu der speziellen von Brombeere modifiziert: Eine Brombeere ist eine bestimmte Art von Beere. Brom- kommt aber nur zusammen mit -beere vor, ist also unikal. Weniger klar ist, ob man Schorn- als ein unikales Morphem betrachten soll, das nur zusammen mit -stein vorkommt, denn ein Schornstein lässt sich kaum als bestimmte Art von Stein beschreiben. Daher kann man dafür plädieren, Schornstein nicht zu segmentieren. Noch weniger überzeugend ist eine Zerlegung von verletz[en] oder verlier[en], weil hier ver- keine klare Bedeutung hat und mit der Annahme von unikalen Morphemen -letz- und -lier- eigentlich nichts gewonnen ist. Ableitungen und Komposita, die unikale Morpheme enthalten, und Wörter, die Ableitungen oder Komposita ähneln, aber kaum noch sinnvoll zerlegbar sind, gehen typischerweise auf echte Ableitungen und Komposita zurück, zu denen das in früheren Sprachstadien noch vorhandene Simplex verlorengegangen ist. So war Brombeere ursprünglich ein Kompositum zu dem noch im Mittelhochdeutschen existierenden brame ‘Dornstrauch’, und das Verb letzen wird im Wörterbuch der Brüder Grimm noch mit der Bedeutung ‘schädigen’ angeführt.